# Смертні гріхи

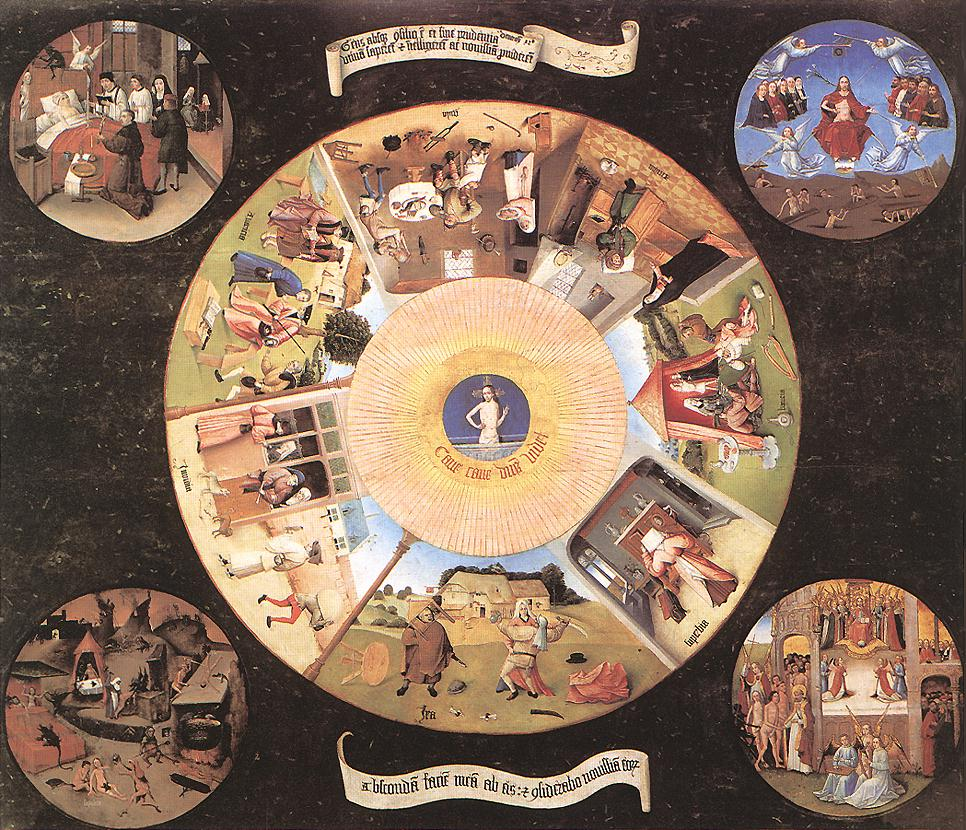
Сім смертних гріхів (Ієронім Босх, 1475-80 роки, Прадо, Мадрид)

Сме́ртний гріх — у християнстві так називають свідомо й добровільно вчинений гріх, який сприяє розриву єдності людини з іншими людьми та Богом. Часто під ним розуміється гріховна недосконалість, яка призводить до інших гріхів. У перспективі смертний гріх без каяття та сповіді веде до загибелі душі. Ці риси відрізняють його від повсякденних гріхів, які скоюються мимовільно, через незнання або через потребу, і прощаються або за особистим проханням людини, або каяттям чи на літургії.

## Вчення про смертні гріхи
Вперше смертний гріх у вигляді «гріх на смерть» зустрічається в першому посланні апостола Івана. Апостол зазначав, що на відміну від нього «гріх не на смерть» може бути прощений, в тому числі завдяки молитвам не тільки самого грішника, а й інших людей. Тому сучасними богословами вважається, що «гріх на смерть» — це те саме поняття, що в інших місцях Біблії згадується як «хула на Святого Духа» — бажання зла як такого, прийняття своєї гріховності як блага та відмова від удосконалення. Прощення «хули на Святого Духа» можливе тільки особисто Богом.
У другому посланні Павла до Тимофія вказується перелік гріхів, якими характеризуватимуться люди в майбутньому. «Будуть бо люди тоді самолюбні, грошолюбні, зарозумілі, горді, богозневажники, батькам неслухняні, невдячні, непобожні, нелюбовні, запеклі, осудливі, нестримливі, жорстокі, ненависники добра, зрадники, нахабні, бундючні, що більше люблять розкоші, аніж люблять Бога, вони мають вигляд благочестя, але сили його відреклися».
Класифікацію гріхів як потягів до шкідливої діяльності першим розробив ранньовізантійський богослов Евагрій Понтійський у IV столітті. До кінця століття усталився поділ гріхів на два плотських (блуд і чревоугодництво) і шість душевних (стяжання, гнів, сум, зневіра, марнославство та гординя). Згідно з Іваном Дамаскином, природні потяги тіла й душі не є гріховними; гріховні лише ті, що характеризуються надмірністю, невідповідністю задоволенню потреб.
У православному богослов'ї поширений саме первинний восьмискладовий перелік Евагрія Понтійського. В пізнішому західносхоластичному списку Григорія Великого сум було замінено на заздрість, а марнославство об'єднано з гординею. Ця західна концепція отримала поширення після схоластичних праць Томи Аквінського (XIII століття), котрий визначив ці гріхи основними, від яких походять всі інші. Єдиного усталеного порядку смертних гріхів не існує, їхня нумерація зазвичай умовна.
| Візантійське богослів'я / Православ'я                | Католицизм     | Характеристика | Характеристика |
| ---------------------------------------------------- | -------------- | --- | --- |
| Гординя                                              | Гординя        | непоступливість, нездатність бачити власні недоліки                                                               | надмірна віра у свої можливості                                                                                   |
| Марнославство                                        | Гординя        | потяг до земної слави, залежність від думки інших людей                                                           | надмірна віра у свої можливості                                                                                   |
| Жадібність (скупість, користолюбство, сріблолюбство) | Жадібність     | бажання матеріального багатства з нехтуванням багатством духовним                                                 | бажання матеріального багатства з нехтуванням багатством духовним                                                 |
| Гнів                                                 | Гнів           | обурення, спрямоване на шкоду іншим людям                                                                         | обурення, спрямоване на шкоду іншим людям                                                                         |
| Блуд (хтивість, розпуста)                            | Блуд           | бажання плотських задоволень, часто — статева активність, що виходить за межі шлюбу, і помисли про неї            | бажання плотських задоволень, часто — статева активність, що виходить за межі шлюбу, і помисли про неї            |
| Ненажерливість (чревоугодництво, зажерливість)       | Ненажерливість | споживання більшої кількості матеріальних благ, ніж необхідно, часто — конкретно їжі, надмірна вибагливість у ній | споживання більшої кількості матеріальних благ, ніж необхідно, часто — конкретно їжі, надмірна вибагливість у ній |
| Зневіра (відчай, нудьга, лінощі)                     | Зневіра        | уникання належної фізичної і духовної діяльності                                                                  | уникання належної фізичної і духовної діяльності                                                                  |
| Сум                                                  | Заздрість      | пригніченість від нездатності задовольнити свої пристрасті                                                        | бажання чужих якостей, статусу, можливостей                                                                       |

Смертний гріх обмежує свободу людини, змушуючи її здійснювати вчинки, невластиві її природі. Їх викорінення та щира боротьба з ними є духовною боротьбою та завданням кожного християнина (незалежно від конфесії) з метою стяжання благодаті Святого Духа для відновлення безпристрасного і безгріховного образу Христа в душі — «нового Адама» (на відміну від «старого Адама», враженого тлінням, смертністю та пристрасністю внаслідок первородного гріха), «благодатне насіння» якого отримується у Хрещенні.

## Смертні гріхи з протилежними до них чеснотами (за католицьким списком)
1. Гординя (гордість) — Смирення (покора);
2. Жадоба (захланність) — Щедрість;
3. Хіть (нечистота) — Чистота;
4. Заздрість — Вдячність або Доброта;
5. Ненажерливість (надмірність) — Поміркованість (помірність);
6. Гнів — Лагідність;
7. Лінь (лінність) — Старанність (пильність)[13].

## Зв'язок із демонами
У «The Lanterne of Light», трактаті невідомого англійського лоларда, помилково приписуваному Джону Вікліфу (1409—1410), кожний із смертних гріхів пов'язувався з певним демоном, який спокушав людей відповідним гріхом:
- Люцифер — гординя
- Мамона — жадібність (avarouse) і здирство (covetise)
- Асмодей — хтивість (leccherouse)
- Вельзевул — заздрість (envious)
- Вельфеґор — ненажерливість (glotouns)
- Аамон — гнів (wrappe)
- Абаддон — лінощі (slowȝ)

1589 року Пітер Бінсфелд також поєднав смертні гріхи з демонами:
- Люцифер — гординя (superbia)
- Мамона — жадібність (avaritia)
- Асмодей — хтивість (luxuria)
- Левіафан — заздрість (invidia)
- Вельзевул — ненажерливість (gula або gullia)
- Сатана — гнів (ira)
- Вельфеґор — лінощі (acedia)

У «Трагічному житті доктора Фауста» Крістофера Марлоу демони вже не відповідають за певний гріх. Усі сім смертних гріхів керуються Мефістофелем, Сатаною і Вельзевулом.

Мозаїки вівтарної частини крипти базиліки Нотр-Дам-де-Фурв'єр
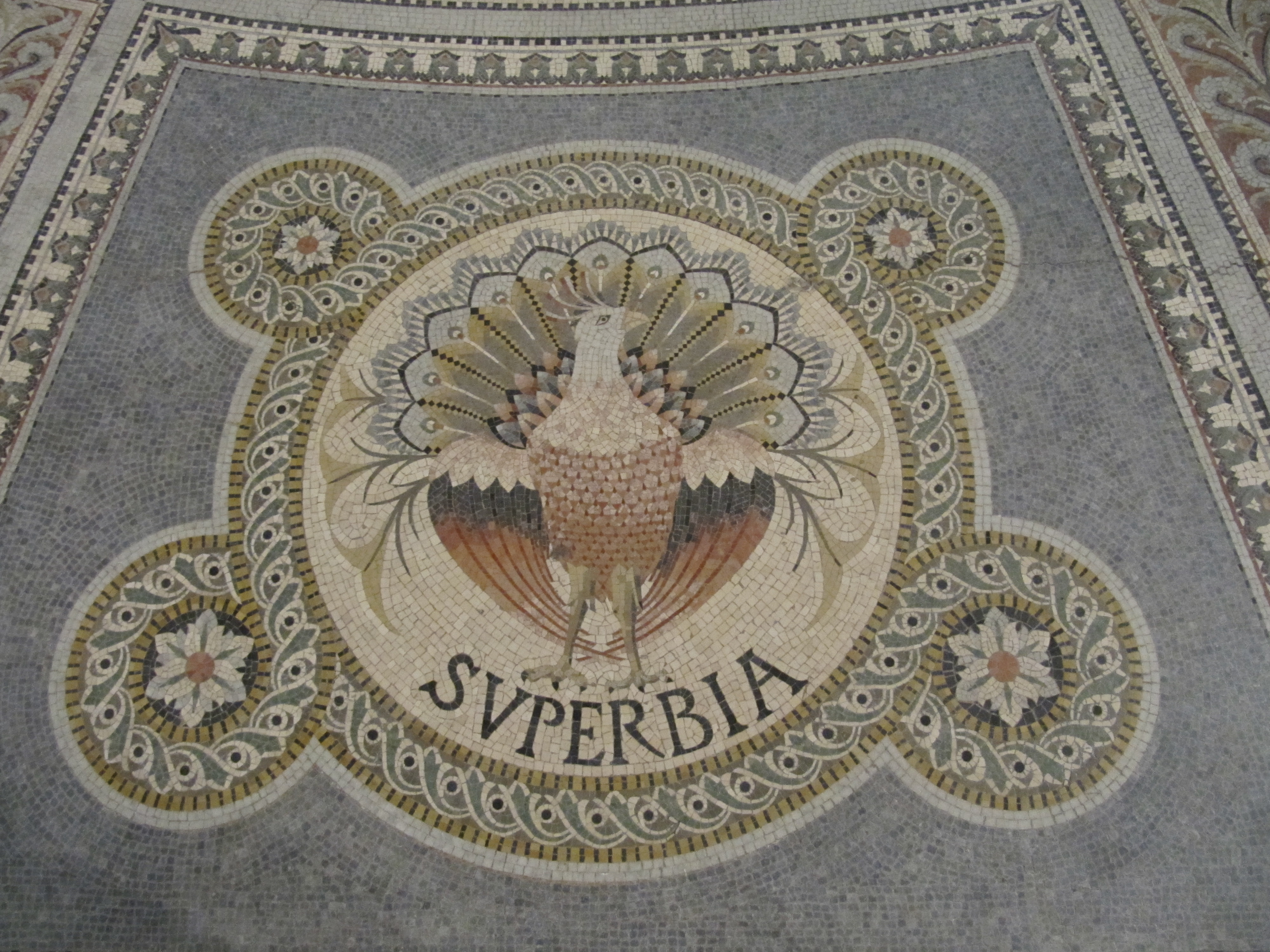
Superbia
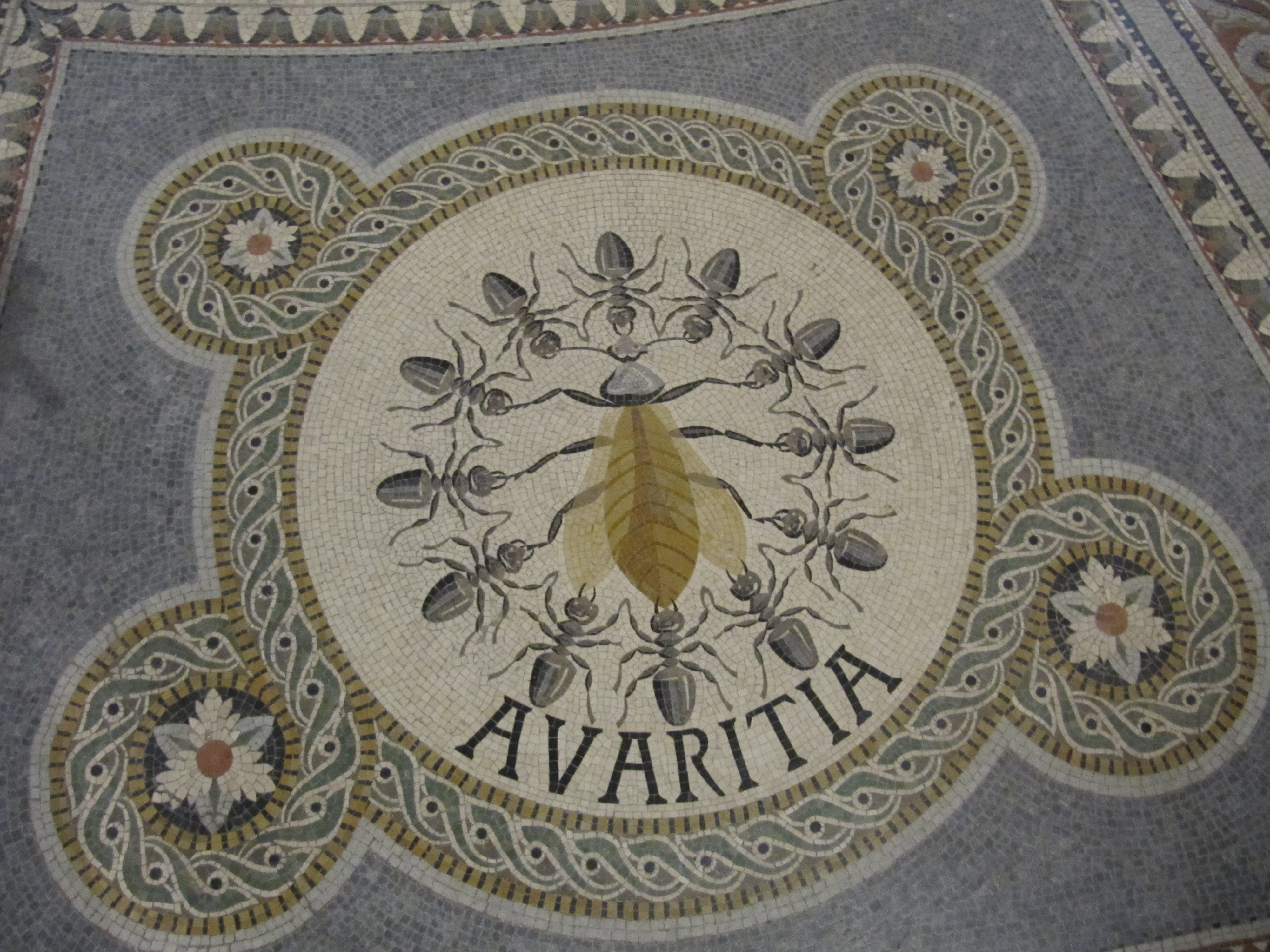
Avaritia
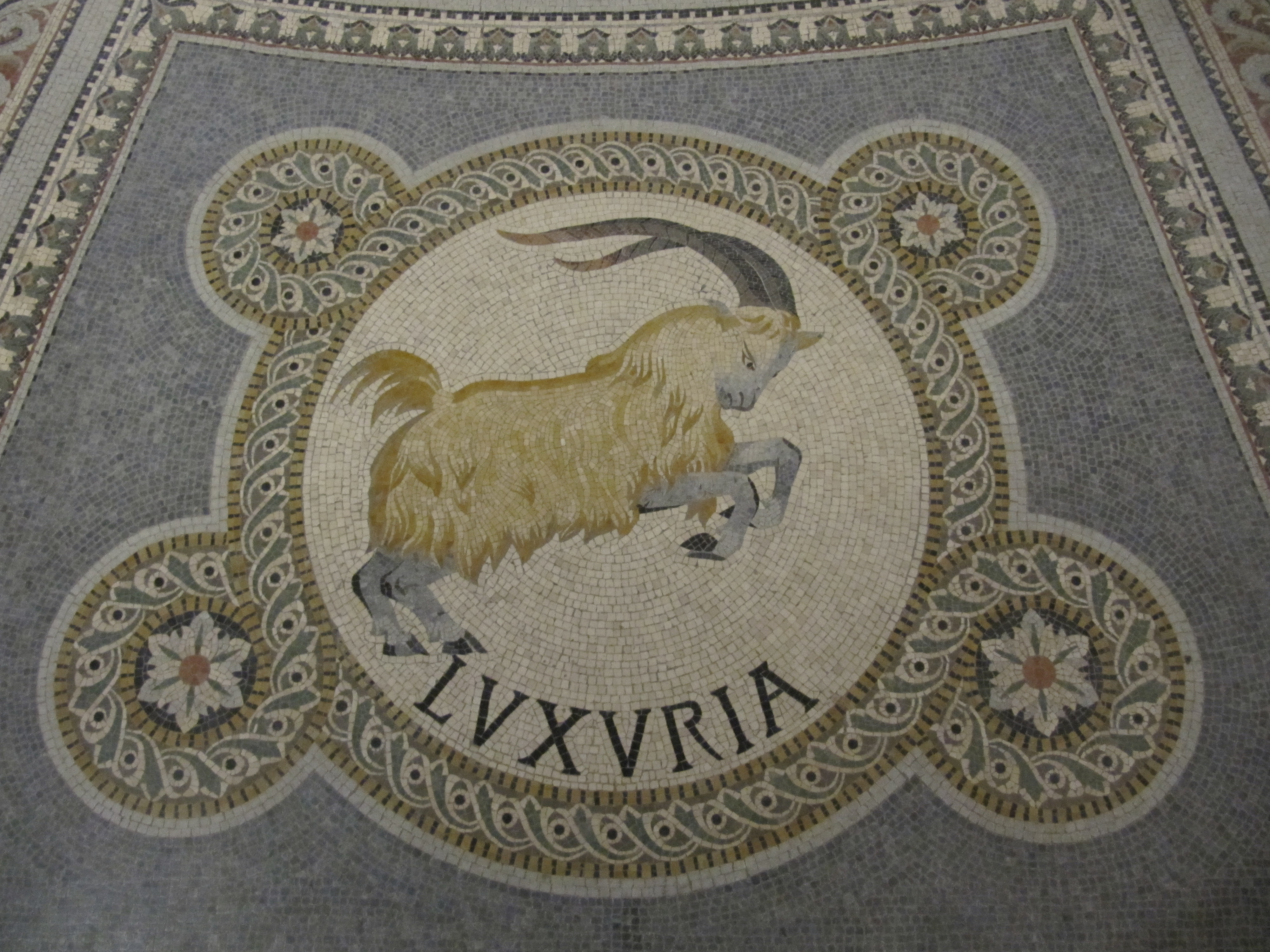
Luxuria
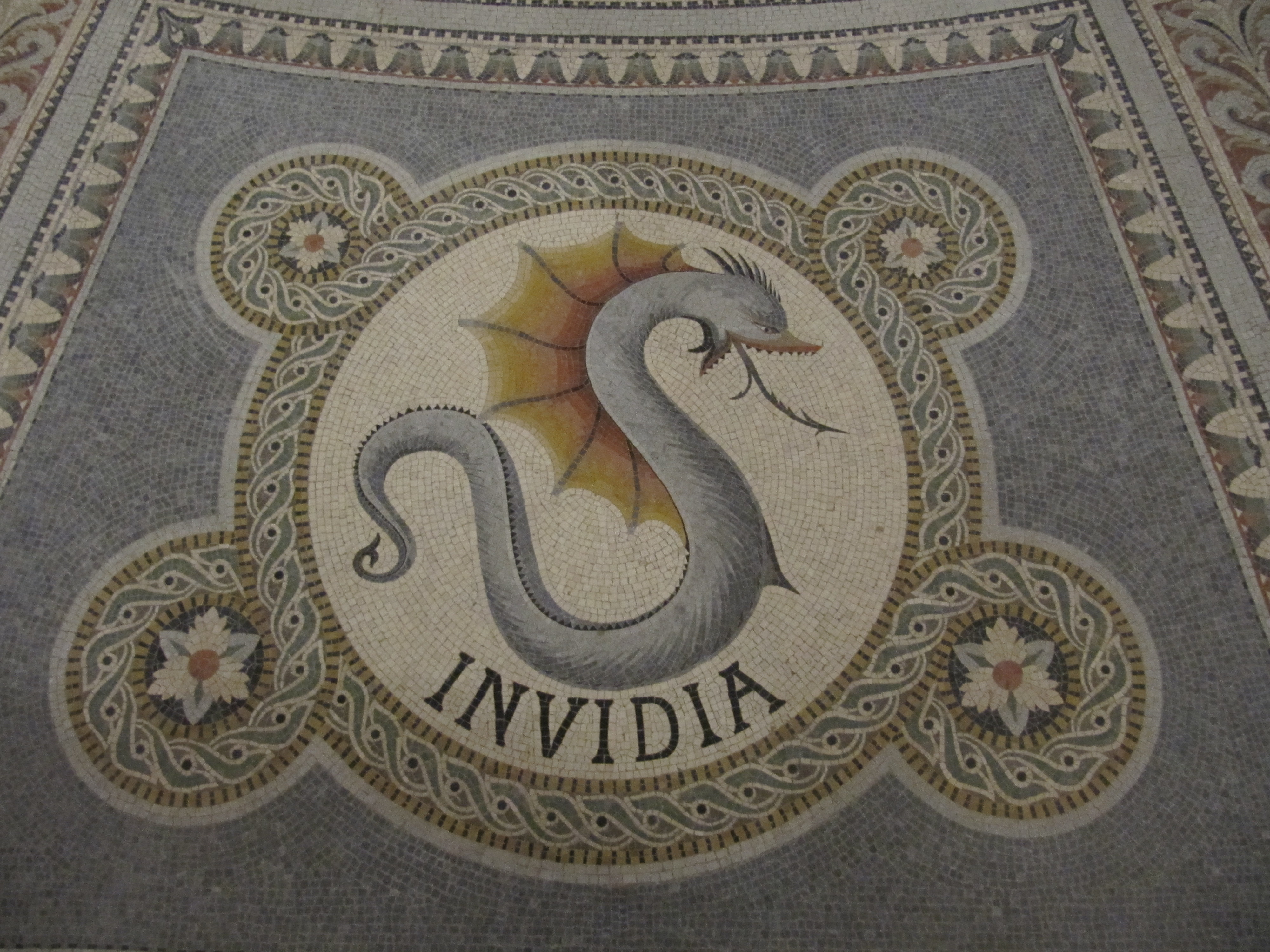
Invidia
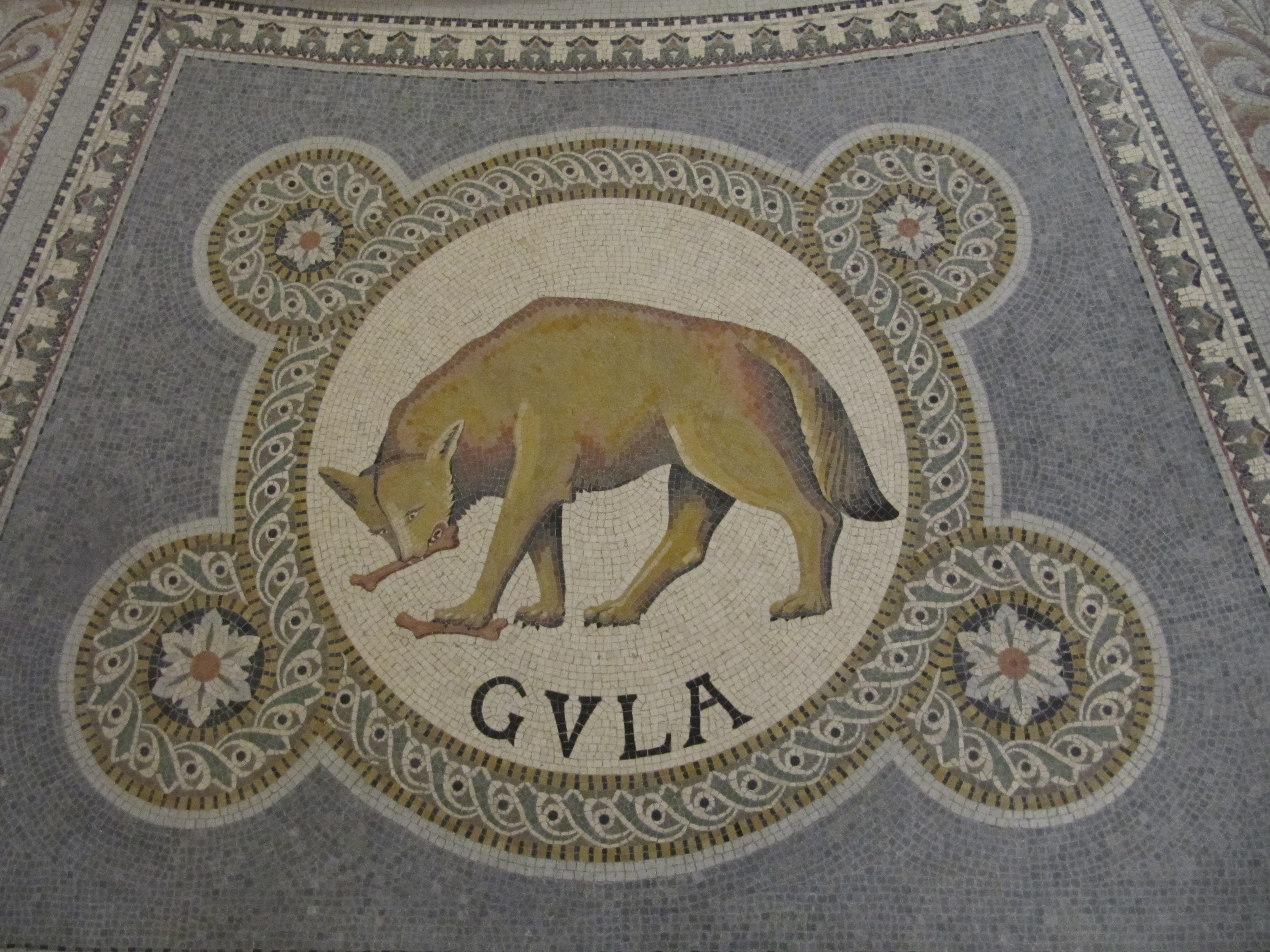
Gula
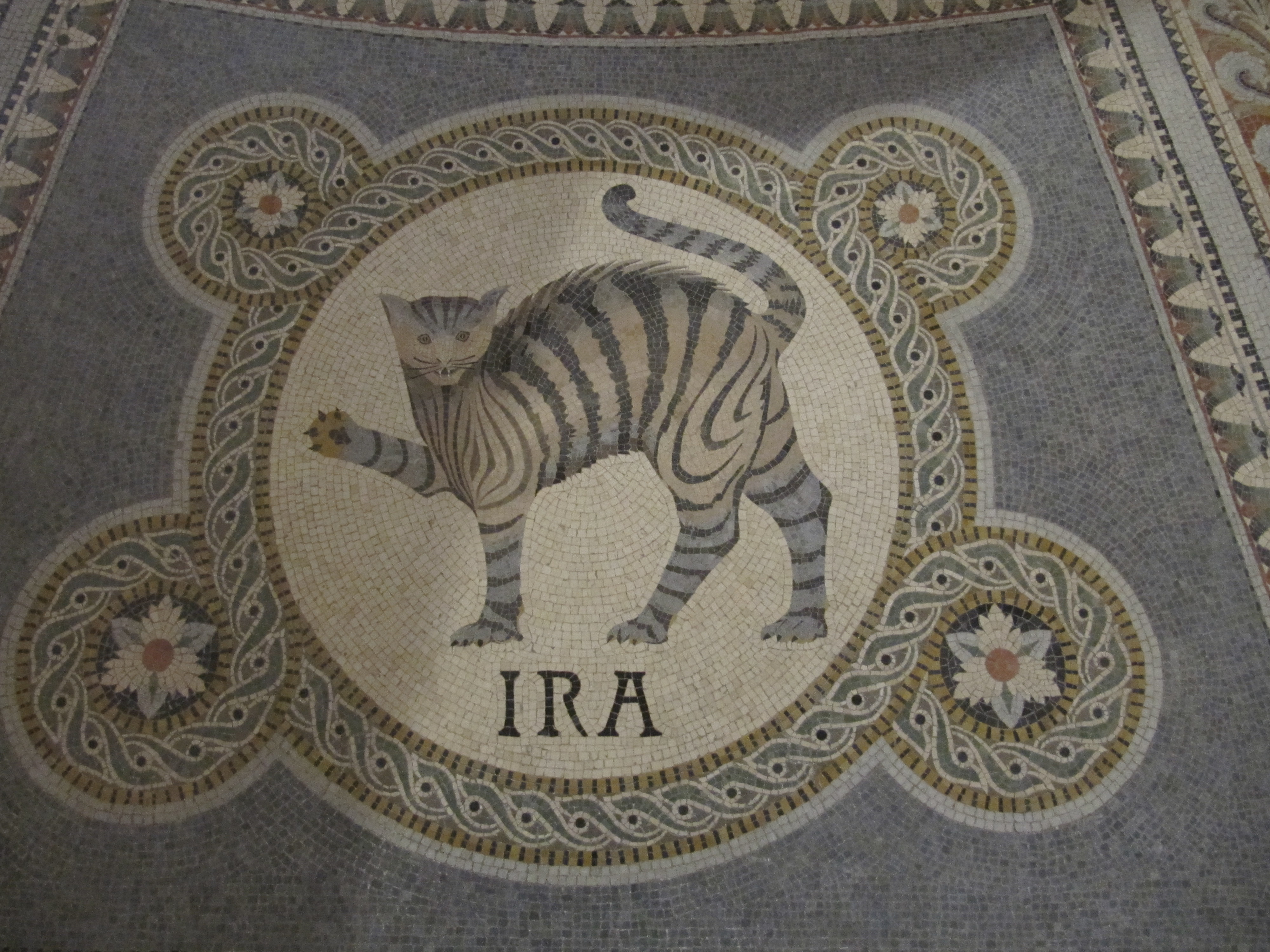
Ira
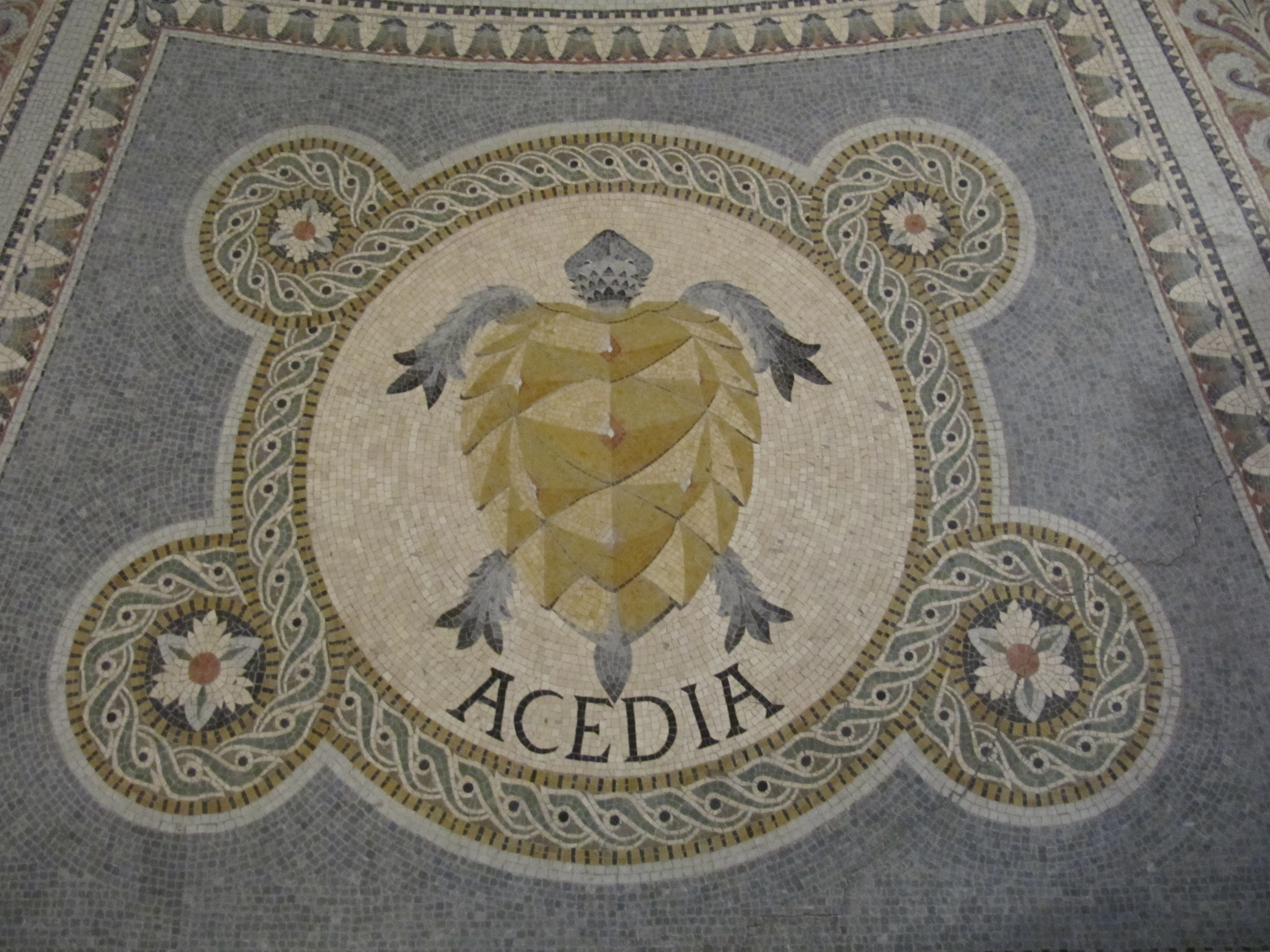
Acedia

## Історичні гріхи

### Акедія

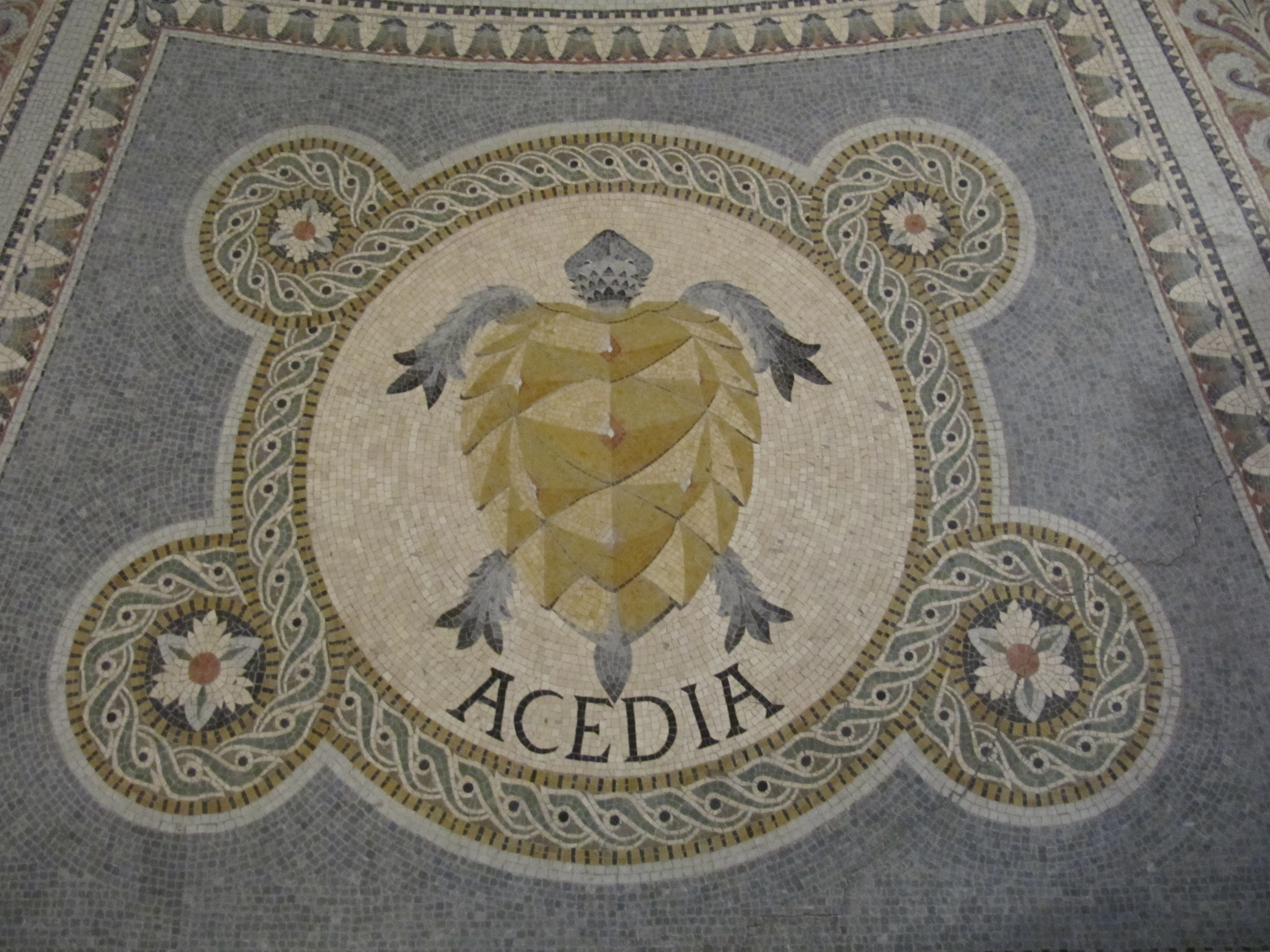
Acedia мозаїка, Базиліка Нотр-Дам де Фурв'єр

Акедія — це нехтування турботою про те, що людина повинна робити. Це перекладається як апатична млявість; депресія без радості. Вона пов'язана з меланхолією; акедія описує поведінку, а меланхолія вказує на емоцію, що її породжує. У ранній християнській думці відсутність радості вважалася свідомою відмовою насолоджуватися добротою Бога. На противагу цьому, апатія вважалася відмовою допомагати іншим у часи потреби. Acēdia є негативною формою грецького терміну κηδεία (Kēdeia), який має більш обмежене використання. "Kēdeia" стосується конкретно подружньої любові та поваги до померлих. Папа Григорій об'єднав це з tristitia у лінощі для свого списку. Коли Тома Аквінський описував акедію у своєму тлумаченні списку, він описував її як «неспокій розуму», що є джерелом менших гріхів, таких як неспокій та нестабільність. Акедія наразі визначається в Катехизмі Католицької Церкви як духовні лінощі, віра в те, що духовні завдання занадто складні. У четвертому столітті християнські монахи вважали, що акедія була переважно спричинена станом меланхолії, що викликала духовну відстороненість, а не лінь.

### Марнославство
Марнославство (англ. Vanity)— це невиправдані хвастощі. Папа Григорій розглядав його як форму гордині, тому він включив марнославство до гордині для свого переліку гріхів. Воно є джерелом заздрості.